# Tocuyito
Tocuyito es una localidad venezolana, capital del Municipio Libertador del Estado Carabobo en la Región Central de Venezuela.por la Autopista Circunvalación Sur por la vía de los Llanos venezolanos del Estado Cojedes y por la Carretera Panamericana en la vía hacia Barquisimeto. 
Según un censo realizado en el 2023, Tocuyito tiene una población de 201 614 habitantes.

## Geografía

### Clima
Está ubicado en las Sabanas de Carabobo, a una altitud de 451 metros con una temperatura promedio anual de 26 °C.

## Historia
La geografía tocuyitana fue avistada en 1547 por el teniente conquistador español Juan de Villegas, y referenciada como Tocuyo, aparentemente por  la similitud que se había notado en entradas anteriores a este inmenso valle, con el ya fundado poblado de El Tocuyo, en el hoy estado Lara. El diminutivo Tocuyito fue dado posteriormente por quienes transitaban este paso obligado entre Borburata y el occidente de la provincia, con raíz en la palabra indígena Tocuyo que significa «agua de yuca». 
El Tocuyito, formando siempre parte de la ciudad de la Nueva Valencia del Rey desde su fundación, significó un caserío a orillas del camino, con asiento de fundos en sus alrededores y campo de trabajo para los valencianos hasta el 16 de mayo de 1782, cuando el obispo provincial Mariano Martí dictó un Auto para la creación, en la Sabana de San Pablo, de una nueva parroquia eclesiástica, desmembrada de la ciudad de Valencia, cuya iglesia fue asentada en la parte norte y alta del caserío, lo cual le dio jerarquía de pueblo bajo el nombre de San Pablo del Tocuyito, creación que, por divergencias entre algunos sacerdotes y hacendados de la zona, se logró concretar formalmente el 1° de agosto de 1783, fecha oficial de su fundación.
A unas cuatro décadas de haber sido fundado, Tocuyito, como punto geográfico estratégico entre el centro, los llanos y occidente del país, es escenario de dos batallas en la Guerra de Independencia, libradas en la sabana de Carabobo, siendo la segunda de ellas decisiva.
Seis décadas después, el nombre de Tocuyito se hace notar nuevamente, esta vez en el panorama político nacional pues a partir del 18 de mayo de 1881 durante el Septenio de Antonio Guzmán Blanco como Presidente de Venezuela es nombrado capital provisional del Estado Carabobo y por ende sede del Gobierno Regional del general Hermógenes López, permaneciendo como tal por un lapso de cinco meses mientras se redactaba, discutía y aprobaba la constitución del grande estado Carabobo - unido con  el departamento de Nirgua.

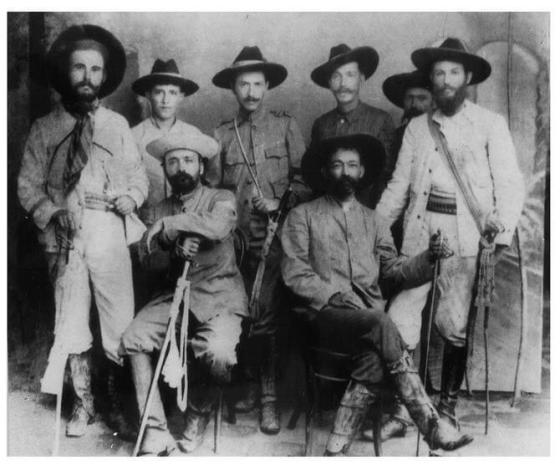
Cipriano Castro después de la batalla de Tocuyito.

El 14 de septiembre de 1899 entra Tocuyito nuevamente en la historia nacional, porque ahí se libra la batalla definitiva que derrocó al gobierno de Ignacio Andrade tras el avance desde Colombia de la Revolución Liberal Restauradora dirigida por Cipriano Castro, razón por la que en el lado sur de su plaza principal se erige el imponente y hermoso Monumento a la Victoria de la Revolución Liberal Restauradora - el 14 de septiembre de 1904. En Tocuyito se inicia así el llamado "ciclo de los andinos" en el poder (Castro, Gómez, López Contreras, Medina Angarita).
En 1944, Tocuyito experimenta una transformación significativa cuando el Gobierno Nacional presidido por Isaías Medina Angarita dona 1750 hectáreas para los ejidos del Municipio, luego de la confiscación de tierras pertenecientes al fallecido Juan Vicente Gómez, lo que permitió el surgimiento de su primera expansión poblacional: urbanización José Rafael Pocaterra y más tarde el desarrollo urbano alrededor del pueblo.
Su estatus político-administrativo ha variado luego de ser pueblo foráneo desde su fundación. Luego de ser capital provisional del Estado Carabobo (1881) es nombrado Municipio Foráneo hasta 1964 cuando se divide su territorio para crear en su parte sur la parroquia foránea Independencia, pasando a ser Tocuyito parroquia urbana de la capital carabobeña por decisión de la Asamblea Legislativa (hoy Consejo Legislativo) del estado Carabobo y el Concejo Municipal de Valencia.
El 14 de enero de 1994 la Asamblea Legislativa aprueba la Ley de Reforma a la Ley de División Político Territorial del estado Carabobo, con la cual crea el municipio autónomo Libertador. De esta forma se reagrupan las parroquias Independencia y Tocuyito bajo autoridades propias, continuando vinculadas a la capital por aspectos censales, culturales, sociales e históricos 

## Economía
- Hotel Gran Chaparral
- Consorcio B.R
- Carabobo Gas, C.A.
- Tradivenca
- La Gloria Centro Clínico Maternidad, S.A
- Mercado Mayorista de Valencia
- Makro Tocuyito
- Pequeñas Empresas
- Improalca
- Ediciones Delforn
- Suministros Izalibros
- Avícola de la Guasima C.A, "Que Pollo"
- Agrolucha C.A,
- Grupo Temi C.A,
- Resinglas Industrial C.A, Resinca
- Galletera Carabobo C.A,
- Produmin C.A,
- Arneses Venezolanos (Arvenca)
- Seguridad Automatizada YILLTRONICS, C.A
- El Bodegón De Felipe C.A.
- Repuestos y Autoperiquitos XR C.A.
- Inversiones Artmari C.A.

## Transporte
Su principal vía de acceso es la Autopista Sur, en el tramo Valencia - Campo Carabobo, aunque destaca la carretera vieja - La Guasima y la Antigua Carretera Nacional Valencia - Tocuyito.

## Centro Comerciales
- C.C. Las Marías
- C.C. Libertador
- C.C. Guaparo
- C.C. Ayacucho
- C.C. Sucre
- C.C. Álvarez
- C.C Don Luis

## Educación
- C.E. CAMPO DE CARABOBO
- U.E. Maria Curie
- U.E. Colegio Bolivariano
- Escuela Técnica Germán Celis Sauné - ETGCS (Escuela Técnica de CORPOELEC, anteriormente de su Filial CADAFE)
- U.E. " La Honda"
- U.E "Crispín Pérez"
- U.E.N. "Batalla de Carabobo"
- U.E. "Pbro.Crispin Pérez"
- U.E. "Fátima I"
- U.E."Maria Magdalena"
- E.B. "El Libertador"
- E:B:N"SANEMA"
- U.E.C. "La Trinidad"
- U.E. "Mariscal de Ayacucho"
- U.E. "Oswaldo Montagne"
- E.B. "Pedro Briceño Mendez"
- U.E. "Isabel tereza de bellera"
- U.E. "Andres Eloy Blanco"
- U.E. "San José de los Chorritos"
- L.B. "Los Cardones"
- E.B. "Josefina R Martínez"
- U.E Colegio Emmanuel
- U.E.N "El Molino"
- E.B "Jesús de Nazareth"
- U.E. "Colegio Bolivariano"
- L.N. "Dr. Juan Ramon González Baquero"
- U.E. "Barrera"
- U.E "Arco de la federación"
- U.E " Catatumbo"
- E.B.E. "Efraín Pérez Pérez"
- E.B. Asentamiento "La Trinidad"
- U.E. "Pìo-Tamayo"
- E.B "Rubén Farache"
- E.B "Juan Escalona"
- U.E.M. "El Vigía"

- Preescolar "El Juncal"
- U.E Colegio Jesús de Nazaret
- U.E Anexo La Honda
- U.E Zanjon Dulce
- U.E Cleopatra Casanova

## Centros de salud
- Especialidades Mundo Dental Consultorio Odontológico
- La Gloria Centro Clínico Maternidad, S.A
- Maternidad María Ibarra
- Fundación Centro de Atención Médico Integral “CAMI”
- Ambulatorio de Tocuyito (Antigua Medicatura)
- C.D.I libertador
- C.D.I Juncalito
- C.D.I Nva Valencia
- Clínica las 24 horas
- Hospital Popular Jesús de la Misericordia
- Consultorios de Diferentes Especialidad

## Centros veterinarios
- clínicas Zeus y dodgui C.A
- clínicas Veterinaria para Equinos Aras San Francisco

## Ciudades Hermanadas
- Valencia (Venezuela)